# Ramlo
Ramlo är ett berg i Eritrea.   Det ligger i regionen Södra rödahavsregionen, i den sydöstra delen av landet, 400 km sydost om huvudstaden Asmara. Toppen på Ramlo är 2 248 meter över havet.
Terrängen runt Ramlo är huvudsakligen bergig. Ramlo är den högsta punkten i trakten. Runt Ramlo är det mycket glesbefolkat, med 7 invånare per kvadratkilometer. Det finns inga samhällen i närheten. Omgivningarna runt Ramlo är i huvudsak ett öppet busklandskap.